# Hemiceras pulverula
Hemiceras pulverula är en fjärilsart som beskrevs av Achille Guenée 1852. Hemiceras pulverula ingår i släktet Hemiceras och familjen tandspinnare. Inga underarter finns listade i Catalogue of Life.